# Annona crassiflora
Araticum (Panã) é um  fruto nativo do Cerrado..  Também é conhecido por marolo, pinha, mamão, bruto e também como "cabeça de nego", assim conhecida no Norte de Minas . Araticum é nome dado a diversas espécies da família Annonaceae, mesma da fruta-do-conde (Annona squamosa), conhecida também como ata ou pinha, dependendo da região.
O maroleiro  é uma árvore de 2,5 a 3,5 m de altura, com o diâmetro da copa chegando a 2–4 m, da família das anonáceas, que ocorre, de forma descontínua, no cerrado brasileiro. A planta tem preferência por regiões de cerrado com menor déficit de umidade, em Minas Gerais, Mato Grosso do Sul, pequena parte do interior de São Paulo e em partes isoladas de Goiás, Mato Grosso, Tocantins, Maranhão e leste da Bahia. Mas é em Minas Gerais que o fruto é típico e muito apreciado.
Possui sistema radicular do tipo axial que atinge grandes profundidades no solo, para absorver água e nutrientes. O seu tronco é reto com galhos tortuosos, a casca é corticosa, fendida e grossa.

Possui folhas ovadas, coriáceas, flores verde-amarelas que ocorrem entre novembro e janeiro, com polinização entomófila, mais especificamente pelo besouro ciclocéfalo (Cyclocephala atricapilla). Os frutos são infrutescências bacáceas múltiplas, grandes (até 4,5 kg), comestíveis, de casca verde-amarronzada, quando maduros, com sementes também tidas como antidiarréicas.

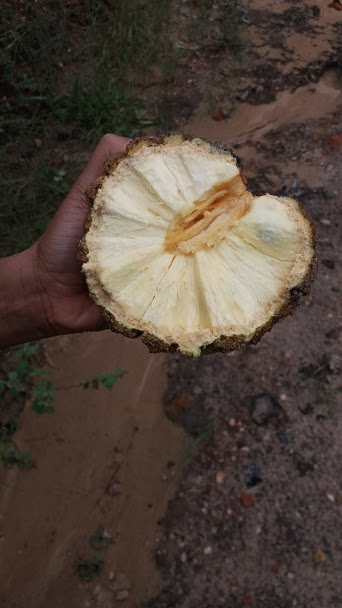
Os frutos são infrutescências bacáceas múltiplas, grandes (até 4,5 kg), comestíveis, de casca verde-amarronzada, quando maduros.

Seus frutos alcançam mais de 15 cm de diâmetro e 2 kg de peso, contendo muitas sementes com cerca de 1,5 cm de comprimento. Quando aberto, o fruto oferece uma polpa cremosa de odor e sabor bem fortes e característicos que difere grandemente da fruta-do-conde, é considerada uma iguaria da região do cerrado, vendido em feiras livres ou consumido ao natural ou na forma de batidas, bolos, biscoitos e bolachas, picolés, sorvetes, geléias e diversos doces.A frutificação inicia-se em novembro e a maturação entre fevereiro e abril, donde estar, em Minas Gerais, popularmente associado ao período da Quaresma.Quando está maduro, o fruto cai no solo, sob a projeção da copa, exalando um forte e característico cheiro. Estes são os de melhor qualidade para o consumo, pois os colhidos diretamente da árvore ou não amadurecerão ou apresentarão sabor inferior.
Esta fruta ocorre em cerrados e cerradões, ao longo de todo o bioma Cerrado.
“O quanto em toda vereda em que se baixava, a gente saudava o buritizal e se bebia estável. Assim que a matlotagem desmereceu em acabar, mesmo fome não curtimos, por um bem: se caçou boi. A mais, ainda tinha araticum maduro no cerrado.” Guimarães Rosa em Grande sertão: veredas, pg. 372. ebook p527.
Para este bioma, o Araticum, como espécie frutífera, desempenha importante papel na conservação dos ambientes nativos, e também podem ser exploradas comercialmente, apresentando potencial agronômico. Por ser uma espécie nativa, sua demanda nutricional é compatível com o solo local e requer pouco ou nenhum aporte para implantação ou permanência. Além do uso comercial, pode ser empregada em projetos de recuperação de áreas degradadas, enriquecimento da flora e restauração de áreas de proteção ambiental. Os frutos dessa espécie são comercializados em feiras na região central do Brasil e margens de rodovias com grande aceitação do consumidor e preços competitivos. 
A área de ocorrência original de A. crassiflora vem sofrendo pressões antrópicas como expansão agrícola, criação de setores habitacionais e comerciais, queimadas e rodovias (Orioli, 2017). Essas pressões culminam em afetar negativamente o desempenho vegetativo, reprodutivo e produtivo da espécie. Por essa razão, vem perdendo cada vez mais espaço para outras espécies concorrentes, principalmente gramíneas forrageiras (Poaceae).

## Propriedades nutricionais
As frutas e principalmente os subprodutos da Annona crassiflora Mart., como as cascas, sementes e folhas têm apresentado uma ampla gama de compostos bioativos (como compostos fenólicos, alcaloides, carotenoides e fitoesteróis), fibras alimentares, vitaminas e minerais. Esses compostos contribuem para várias atividades biológicas, incluindo atividades antioxidantes, hepatoprotetoras, anti-inflamatórias, antitumorais, analgésicas, antidiabéticas, cicatrizantes da pele, antidiarreicas, antimicrobianas, antiparasitárias, inseticidas e herbicidas de Annona crassiflora Mart. 
Assim, essas evidências demonstram que o araticum na forma de fruta ou subprodutos podem ser excelentes escolhas para a obtenção de compostos bioativos para aplicações alimentícias e farmacêuticas. A composição físico-química e nutricional do araticum é bastante variada, contando com altos teores de carboidratos e quantidades relativamente baixas de proteínas, além de altos teores de sólidos solúveis totais e baixo teor de sódio. Ademais, o araticum é uma ótima fonte de vitamina A, magnésio, zinco e vitamina C.
Por fim, estudos demonstraram que os extratos de diferentes partes do araticum eram potentes antioxidantes, principalmente a polpa e a casca da fruta.

## Aplicações na saúde
O araticum é amplamente utilizado pela população nativa para o tratamento de algumas doenças e é uma das frutas locais mais consumidas. Mesmo que não haja conhecimento total de seus efeitos benéficos à saúde, sabe-se que sua casca, raízes, folhas, polpa e sementes provém uma boa quantidade de compostos bioativos naturais (PRADO, LG, et. al. 2020).
Comumente os efeitos de plantas em humanos se dão por seus metabólitos secundários, em especial os compostos fenólicos. A Annona crassiflora, embora não se tenha total conhecimento de seus efeitos sobre a saúde, é uma fonte de compostos fenólicos, flavonoides e benzilatos que possuem citotoxinas que podem estar relacionadas a ações anticancerígenas, antiparkinsonianas, antifúngicas e antibacterianas que podem sim ser úteis em cuidados primários de saúde, em especial sua semente, que possui mais efetividade contra as células cancerígenas testadas no estudo de VILLAR, GB. et. al. futuramente esses compostos têm potencial de atuar em forma de medicamentos.
O chá feito a partir das folhas e das sementes do araticum é indicado para casos de diarreia, além de que as sementes possuem propriedades contra a dor e desordens gastrointestinais.

## Aplicações para o consumo
A fruta araticum, pertence à família Annonaceae, a qual abarca diversas espécies de plantas frutíferas, entre elas a mais popularmente conhecida é a graviola, contudo, embora a araticum possua valor nutricional relevante, cor e aroma atrativos, seu consumo, resume-se, sobretudo, nas regiões nativas próximas a seu cultivo. Este cenário é resultado da escassa informação sobre seus usos potenciais e qualidade dos alimentos processados obtidos a partir deles, dado que este alimento poderia ser melhor explorado pela indústria, e tornar-se de conhecimento e consumo de toda população brasileira.
A fruta pode ser utilizada em sucos, sorvetes, mousses, compotas, tortas, bolos, licores e outros doces e, a exemplo do potencial de inovação e inserção ao mercado da araticum, foi conduzido um estudo para avaliar frutas do cerrado brasileiro e sua aceitabilidade sensorial, e, entre os produtos desenvolvidos, estava um doce de leite com polpa de araticum, doce que obteve índices de aceitabilidade superiores a 70%.
Ademais, há outros estudos que agregam para a expansão das possibilidades com araticum, existe potencial de uso em larga escala para geleias produzidas a partir da polpa dessa fruta, a exemplo, um artigo com o objetivo de desenvolver geleias de araticum com substituição de pectina comercial por albedo de maracujá e avaliar sua estabilidade física, armazenamento e vida útil, destacou a fruta como uma boa fonte para geleias, podendo contribuir para a inserção de alimentos com maior valor nutricional no mercado consumidor.

## A destruição do Cerrado e diminuição das espécies
O crescente desmatamento do cerrado e a germinação demorada das sementes, que pode atingir até trezentos dias, têm contribuído muito para a diminuição radical dos maroleiros em Minas Gerais. É notável o trabalho de pesquisa científica e cultivo desenvolvido pelo Doutor João Afonso de Carvalho, professor da Escola Agrotécnica Federal de Machado, no sul de Minas para preservar os maroleiros daquela região. As localidades que concentram maior número de árvores da espécie são Carvalhópolis e Paraguaçu.

## Dormência
A dormência das sementes de araticum não está relacionada ao tegumento, mas a problemas endógenos. Sua imersão por quatro dias em ácido giberélico nas concentrações de 250 a 2000 mg/L por quatro dias ou  1000 a 2000 mg/L por dois dias foram igualmente eficazes para quebrar a dormência. A escarificação mecânica do tegumento favorece a absorção do GA34 e, consequentemente a germinação das sementes e emergência das plântulas, mas não quebra a dormência "per se". O choque térmico em água quente e a embebição prévia das sementes em água natural tambêm não promovem a quebra da dormência.

## Sinônimos
O marolo também é conhecido por araticum cortiça, araticum do cerrado, bruto e no interior de Minas Gerais é também conhecido como cabeça de nego.

## Marolo de Moita
O “Marolo de Moita” (Annona dioica) foi descrita por Saint-Hilaire. Trata-se de uma variedade de marolo que cresce nos cerrados brasileiros, sendo muito  resistente a seca, podendo ser cultivada a pleno sol e em qualquer pequeno espaço . É rara, rústica e não necessita cuidados especiais. A planta adulta tem cerca de 50 cm de altura. Os frutos tem tamanho grande, polpa clara e sabor doce. É muito consumida ao natural e é também utilizada para fazer sorvetes, doces e licores.